# Симеон (Авдуловский)
Архиандри́т Си́меон (в миру Ива́н Авдуло́вский; неизвестно, Сергиевское, Ефремовский уезд, Тульская губерния — 21 февраля [4 марта] 1852, Москва) — архимандрит Русской православной церкви, ректор Екатеринославской, Воронежской и Черниговской духовных семинарий.

## Биография
Родился в семье диакона села Сергеевского Ефремовского уезда Тульской епархии в 1811 г.. Окончил Тульскую семинарию в 1832 году, затем поступил в Московскую духовную академию.
Принял монашество 24 мая (5 июня) 1836 года; 21 июня рукоположен в иеродиакона, а 5 июля в иермонаха.
8 (20) августа 1836 года назначен инспектором и преподавателем философии в Екатеринославской семинарии. 1 (13) декабря 1836 года получил степень магистра богословия. В течение года, с 14 (26) ноября 1839 года, преподавал Священное Писание и герменевтику, а также латинский и еврейский языки. С 5 (17) декабря 1841 года по 10 (22) апреля 1844 года был ректором семинарии. С 25 октября (6 ноября) 1843 года назначен преподавателем богословских дисциплин, библейской истории, катехизиса.
3 (15) января 1843 года возведен в сан архимандрита.
С 12 (24) мая 1844 года ректор Воронежской духовной семинарии; 19 августа, того же года, назначен членом духовной консистории и цензором проповедей.
5 (17) декабря 1846 года был вызван в Санкт-Петербург для совершения богослужения.
С 1848 по 1851 года был ректором Черниговской семинарии.
31 августа (12 сентября) 1851 года переведен настоятелем в Донской монастырь в Москве, где скончался 21 февраля (4 марта) 1852 года. Похоронен на монастырском некрополе.

## Награды
6 (18) августа 1839 года награждён набедренником.
6 (18) июля 1846 года — благословение Святейшего Синода.